# 21753 Трудель
21753 Трудель (21753 Trudel) — астероїд головного поясу, відкритий 9 вересня 1999 року.
Тіссеранів параметр щодо Юпітера — 3,474.